# Jesús Sáiz Barberá
Jesús Sáiz Barberá (Burgos, 1912-Madrid, 2010) fue un maestro y político español.

## Biografía
Nació en Burgos en 1912. Fue maestro nacional de profesión. Ingresaría en el Partido Comunista de España (PCE) en 1936.
Tras el estallido de la Guerra civil se unió a las fuerzas republicanas, pasando a formar parte de un batallón formado por maestros. Más adelante se integraría en la estructura del Ejército Popular de la República. En diciembre de 1938 fue nombrado jefe de Estado Mayor de la 11.ª División, tomando parte en la campaña de Cataluña. 
Al final de la guerra marchó al exilio, instalándose en la Unión Soviética. Allí ejercería como maestro y educador en diversas instituciones, así com instructor en los sindicatos soviéticos. Contrajo matrimonio con Elisa Arribas Gordo, maestra y locutora en Radio Moscú. Llegó a ser presidente del Centro Español de Moscú e ingresaría en el Partido Comunista de la Unión Soviética (PCUS). En 1970 sería expulsado del PCE debido a sus divergencias ideológicas con la dirección.
Regresaría a España en 1972 junto a esposa.

## Familia
Su hermano Juan fue un sacerdote, escritor y teólogo.